# Hamme (Flandre-Orientale)
Pour les articles homonymes, voir Hamme.
Hamme est une ville néerlandophone de Belgique située en Région flamande, dans la province de Flandre-Orientale.
La ville est située à l'embouchure de la Durme dans le Bas-Escaut et présente un paysage presque plat (polder).
Le Mirabrug, un pont tournant rénové en 2003 à la frontière des communes belges de Hamme et Waasmunster, doit son nom au film Mira de 1971 de Fons Rademakers, d'après le livre De Teleurgang van de Waterhoek de Stijn Streuvels de 1927.

## Sections de la commune
| # | Section  | Superf. (km²) | Habitants (2020) | Habitants par km² | Code INS |
| - | -------- | ------------- | ---------------- | ----------------- | -------- |
| 1 | Hamme    | 23,78         | 20.275           | 853               | 42008A   |
| 2 | Moerzeke | 16,75         | 4.662            | 278               | 42008B   |

### Localités
- Hamme: Sint=Anna, Zogge
- Moerzeke : Kastel

## Héraldique
|  | La commune possède des armoiries qui lui ont été octroyées originellement le 31 janvier 1818 et confirmées le 13 mai 1913. De nouvelles armoiries lui ont été octroyées le 28 juillet 1978. Ces dernières combinent les armoiries anciennes avec les armoiries de Moerzeke. Les anciennes armes montrent à droite une demi-branche de chanvre et à gauche une branche de lin à fleur bleue. Les deux meubles étaient des cultures importantes au début du XIXe siècle. Le chanvre était utilisé pour les cordes, le lin pour le tissu. Le armoiries de Moerzeke lui avaient été octroyées le 20 octobre 1819. Elles proviennent des armoiries des seigneurs de Lichtervelde, derniers seigneurs de Moerzeke à la fin du XVIIIe siècle. Le seul sceau connu du conseil de Moerzeke représente un homme portant un bouclier portant les armes des seigneurs van der Meersche, seigneurs de Moerzeke dans la première moitié du XVIIIe siècle. Blasonnement : Parti: 1. D'argent à une tige de chanvre et à une tige de lin, toutes deux de sinople, posées en pal. La première terminée par une fleur d'argent, pendant à dextre, la deuxième d'une fleur d'azur, pendant à sénestre. 2. D'azur au chef d'argent herminé de 7 pièces, posées 4 et 3. Source du blasonnement : Heraldy of the World. |

## Démographie

### Évolution démographique: Avant la fusion des communes
- Sources : INS, Rem. : 1831 jusqu'en 1970 = recensements, 1976 = nombre d'habitants au 31 décembre[4].

### Évolution démographique de la commune fusionnée
Graphe de l'évolution de la population de la commune. Les données ci-après intègrent les anciennes communes dans les données avant la fusion en 1977.
- Source : DGS - Remarque: 1831 jusqu'à 1981=recensement; depuis 1990=nombre d'habitants chaque 1er janvier[5]

## Patrimoine culturel
- Le Pont Mira sur la Durme, où ont été tournées des scènes du film Mira (1971) de Fons Rademakers.

## Personnalités nées à Hamme
- Jules de Brouwer (1872-1950), politicien
- Filip De Pillecyn (1891-1962), écrivain
- Maurice Dewolf (1896-1971), coureur cycliste
- Ferdinand Bracke (1939), ancien coureur cycliste
- Herman Brusselmans (1957), écrivain
- Kristel Verbeke (1975), chanteuse
- Emmanuel Waegemans (1951-), traducteur, slaviste

## Personnalités habitant à Hamme
- Greg Van Avermaet, cycliste belge